# María Santos Gorrostieta Salazar
María Santos Gorrostieta Salazar (Mèxic, 1976-12 de novembre de 2012) va ser una política, metge de professió, exalcadesa del municipi Tiquicheo del Nicolás Romero a l'esta de Michoacán a Mèxic.

## Biografia
Es va diplomar en medicina de la Universitat Michoacana de San Nicolás de Hidalgo.
Va governar entre els anys 2008 i gener de 2011 al municipi de Tiquicheo de Nicolás Romero, un municipi enclavat a la Terra Calenta, zona assetjada pels grups criminals de narotraficants Caballeros Templarios i la Família Michoacana.
Mentre va ser alcaldessa, Gorrostieta Salazar va ser víctima de dos atemptats en els quals va resultar greument ferida. El seu espòs, José Sánchez Chávez, va morir en el primer d'ells, el 15 d'octubre de 2009. El segon atemptat va ser el 22 de gener de 2010. La seva camioneta va ser tirotejada al límit amb l'estat de Guerrero. Ella, el seu germà i dos funcionaris de l'ajuntament de Tiquicheo van resultar lesionats.
Ja exalcaldesa, va ser segrestada el matí del 12 de novembre de 2012 al municipi de Cuitzeo (Michoacán) i trobada morta el 15 de novembre de 2012.